# Derek Redmond
Derek Anthony Redmond (Buckinghamshire, 3 de setembro de 1965) é um ex-atleta olímpico britânico, campeão do mundo em 1991.

## Biografia
Durante sua breve carreira, foi detentor do recorde dos 400 metros na Grã-Bretanha, e foi medalhista de ouro nos 4 x 400 metros estafetas em Campeonato Mundial, Europeu e nos Jogos da Commonwealth.
Apesar de ser sempre um dos grandes nomes das provas de 400 m que disputava, Derek sofreu sua carreira toda com lesões. Nos Jogos Olímpicos de Seoul-88, quando se preparava para disputar a prova, teve de abandoná-la devido as dores.
Nos Jogos Olímpicos de Barcelona 1992, mesmo não sendo favorito protagonizou um momento épico. Seu melhor resultado em mundiais foi um 5º nos 400m rasos, em Roma, 1987, e ficou em 7º lugar na semifinal, em Tóquio, 1991, não sendo favorito para ganhar esta prova. Porém, após largar na prova da semifinal, uma distensão dos músculos posteriores da coxa fez com que ele parasse de correr. Mesmo com muita dor, e após todos os adversários terem terminado a prova, Derek continuou na prova, lutando contra esta dor. Vendo seu esforço, o público começou a incentivá-lo. Seu pai saltou da arquibancada e, furando o bloqueio dos seguranças, abraçou seu filho e o ajudou a terminar a prova. Essa cena é considerada uma das mais bonitas de todos os jogos olímpicos.
Esta lesão o afastou definitivamente das pistas de atletismo.
Atualmente, Derek ministra palestras motivacionais.
O pai de Derek foi uma das pessoas que carregou a Tocha Olímpica durante evento para as Olimpíadas de Londres de 2012.

## Recordes
- 1985 - Recordista britânico dos 400m (44,82s)